# Polemic
Polemic – zespół ze Słowacji, grający muzykę ska.
Zespół Polemic powstał w 1989 roku w Bratysławie. Od początku grał muzykę jamajską – głównie ska i ska punk, z elementami reggae i raggamuffin. Piosenki śpiewane są po słowacku i angielsku.
W 1995 roku piosenka Polemic pt. "Baba-ryba" ukazała się na międzynarodowej składance "United colours of ska, vol.2", wydanej przez niemieckie wydawnictwo "Pork Pie". Pierwszy oficjalny album Polemic ukazał się w 1996 roku, ale już wcześniej koncertowy materiał tego zespołu został wydany w Polsce na pirackiej kasecie i pod zmienioną nazwą.
Polemic jest jednym z najbardziej znanych słowackich zespołów muzycznych, grał koncerty na całym świecie, w tym wielokrotnie w Polsce.

## Dyskografia
- Vrana (1996)
- Do ska (1997)
- Yah Man! (1999)
- Gangster-Ska (2000)
- Nelám si s tim hlavu! (2002)
- Nenudin (2005)

Single:
- Mesto (1996)
- Slnko v sieti (1999)